# 송산차량사업소 (의정부)
송산차량사업소(松山車輛事業所)는 경기도 의정부시 송산1동에 위치한 의정부 경전철의 차량기지이다. 기지 내에 의정부경전철의 본사가 있다.

## 개요
주요 업무는 의정부 경전철을 운행하는 VAL208 전동차의 경·중검수 및 내부관리이며, 탑석역에서 종착한 열차가 인입선을 통해 입고된다. 차량기지의 명칭과는 달리 기지의 위치는 송산동이 아닌 고산동이며, 연결되는 역도 역시 송산역이 아닌 탑석역에서 인입선로로 연결된다.